# Weg-Zeit-Diagramm (Linienbaustelle)

Beispiel Weg-Zeit-Diagramm

Weg-Zeit-Diagramme werden zur Darstellung und Planung von linearen Bauprojekten (Linienbaustelle) verwendet. Konkrete Beispiele sind Straßenbau, Gleisbau, Tunnelbau, Pipelinebau, Überleitungsbau und  Brückenbau. In einigen Bereichen, z. B. Gleisbau, wird vom Bauherren bereits bei der Ausschreibung der Baumaßnahme ein Weg-Zeit-Diagramm gefordert. Dies soll die Qualität des Angebotes sichern und Planungsfehler frühzeitig sichtbar machen.
Der wesentliche Darstellungseffekt eines Weg-Zeit-Diagrammes ist die Verbindung der geografischen Gegebenheiten der Baustelle mit dem zeitlichen Ablauf.
So zeigt ein Weg-Zeit-Diagramm wann und wo und in welcher Geschwindigkeit die einzelnen Aufgaben zu erledigen sind. Auf der horizontalen Achse wird in der Regel der Wegabschnitt dargestellt, während die Zeit auf der senkrechten Achse dargestellt wird. Eine Aufgabe wird dabei als Linie dargestellt. Diese beginnt an einem Start-Punkt (Start-Datum und Start-Ort) und bewegt sich zum End-Punkt (End-Datum und End-Ort). Die Steigung des Vorganges entspricht somit dem Kehrwert seiner Geschwindigkeit, d. h. eine schwache Neigung entspricht einem schnellen Vorgang. Überschneidungen der Linien weisen dabei auf Kollisionen und Konflikte zwischen den Vorgängen hin. Solche Konflikte sind im klassischen Gantt-Diagramm (Balkenplan) nicht zu erkennen.
Zur weiteren Veranschaulichung kann parallel zur Wegachse eine Skizze der Baustelle dargestellt werden. Dies erhöht die Verständlichkeit der einzelnen Vorgänge und deren Vernetzung/Reihenfolge in der Maßnahme.
Räumliche und zeitliche Sperrungen bestimmter Abschnitte innerhalb eines Baustellenbereiches können mit einem Weg-Zeit-Diagramm dargestellt werden (z. B. Brutgebiete geschützter Vögel während des Bauvorhabens). Bei der Planung können diese Einschränkungen dann visuell erkannt und berücksichtigt werden.

## Unterschiede und Vorteile im Vergleich zum Gantt-Diagramm
Balkenplan und Netzplan sind analytischer als Weg-Zeit-Diagramme, versagen jedoch bei der visuellen und ablauftechnischen Verbindung zwischen der Projektgeografie und dem geplanten Projektablauf. Weg-Zeit-Diagramme erhöhen die Anschaulichkeit eines Projektes mit räumlicher Längenausdehnung enorm:
- Sie zeigen die direkte Verbindung zum Lageplan der Baustelle und vermitteln, was an welcher Stelle errichtet wird.
- Sich räumlich und zeitlich überlappende Vorgänge können einfach erkannt werden.
- Sie vermitteln ein klares Verständnis von Leistungen durch die Neigung der Vorgangslinie.
- Sie zeigen die Auswirkungen von Änderungen auf den Zeitablauf und auf die Strecke.
- Sie zeigen die Philosophie/Struktur des Projektablaufes anschaulich.